# Aumedia

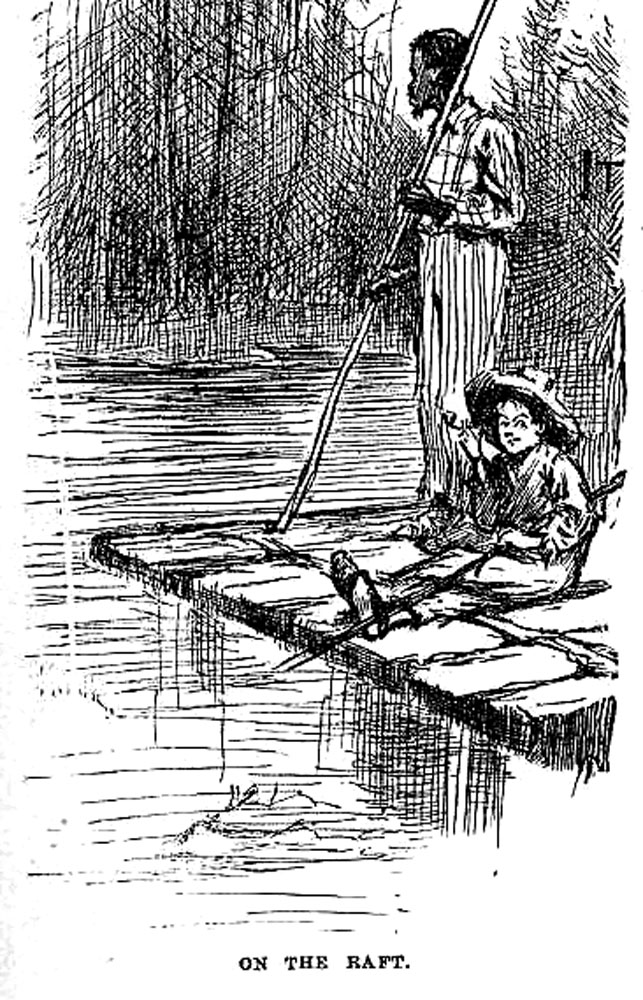
Una armadia tradicional de l'edició de 1884 de Les aventures de Huckleberry Finn

Una armadia, aumedia o barca solera, és una embarcació petita, de forma predominantment plana, feta normalment amb canyes, fusta o posts fortament units els uns amb els altres. També existeixen barques solera construïdes amb materials sintètics com el PVC. És similar al rai. Hi ha diversos tipus de barques solera, i es poden classificar segons la seva aplicació o segons el seu material de construcció primordial.
- De fusta: normalment s'utilitza com a transport de curt abast en poblacions rurals.
- De vinil: són fetes gairebé íntegrament de cambres de material sintètic que utilitzen aire com a mitjà per aconseguir la flotabilitat.
  - Per a descens de rius: aquestes embarcacions són construïdes de material sintètic com el PVC. Normalment tenen una capacitat de 4 a 25 persones, posseeixen diverses cambres d'aire i estan reforçades per a l'activitat per la qual estan fabricades.
  - Per ús recreatiu: són petites i el seu ús és per a esbarjo en piscines, platges o altres cossos d'aigua poc perillosos.